# Golonchán Nuevo Segunda Fracción
Golonchán Nuevo Segunda Fracción är en ort i Mexiko.   Den ligger i kommunen Sitalá och delstaten Chiapas, i den sydöstra delen av landet, 800 km öster om huvudstaden Mexico City. Golonchán Nuevo Segunda Fracción ligger 799 meter över havet och antalet invånare är 253.
Terrängen runt Golonchán Nuevo Segunda Fracción är kuperad åt nordost, men åt sydväst är den bergig. Runt Golonchán Nuevo Segunda Fracción är det ganska tätbefolkat, med 62 invånare per kvadratkilometer. Närmaste större samhälle är Yajalón, 18,6 km norr om Golonchán Nuevo Segunda Fracción. I omgivningarna runt Golonchán Nuevo Segunda Fracción växer i huvudsak städsegrön lövskog.